# PZL-Świdnik
PZL Świdnik S.A (Wytwórnia Sprzętu Komunikacyjnego PZL-Świdnik S.A.) es un fabricante aeronáutico polaco, dedicado a la fabricación de helicópteros. Sus principales productos son los modelos PZL W-3 Sokół y PZL SW-4 Puszczyk.  A comienzos del año 2010 la compañía la adquirió la empresa AgustaWestland.

## Productos

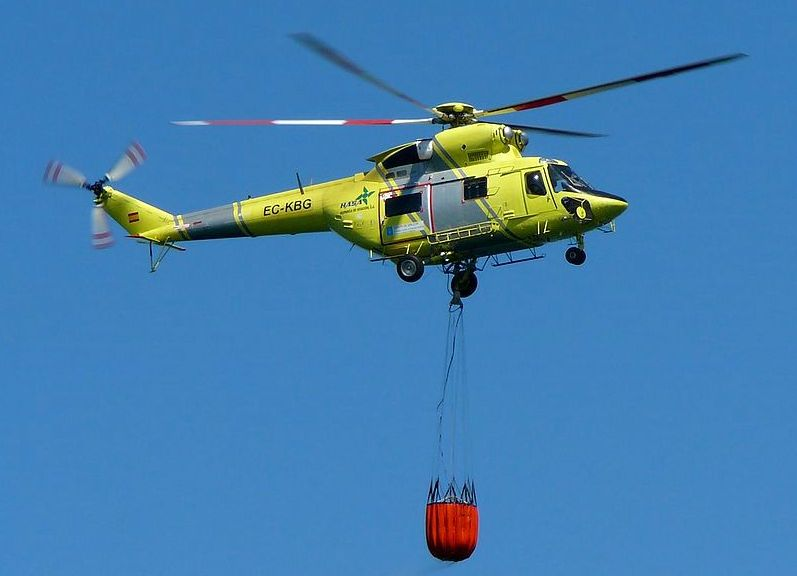
Un W-3A Sokol de Hispánica de Aviación.

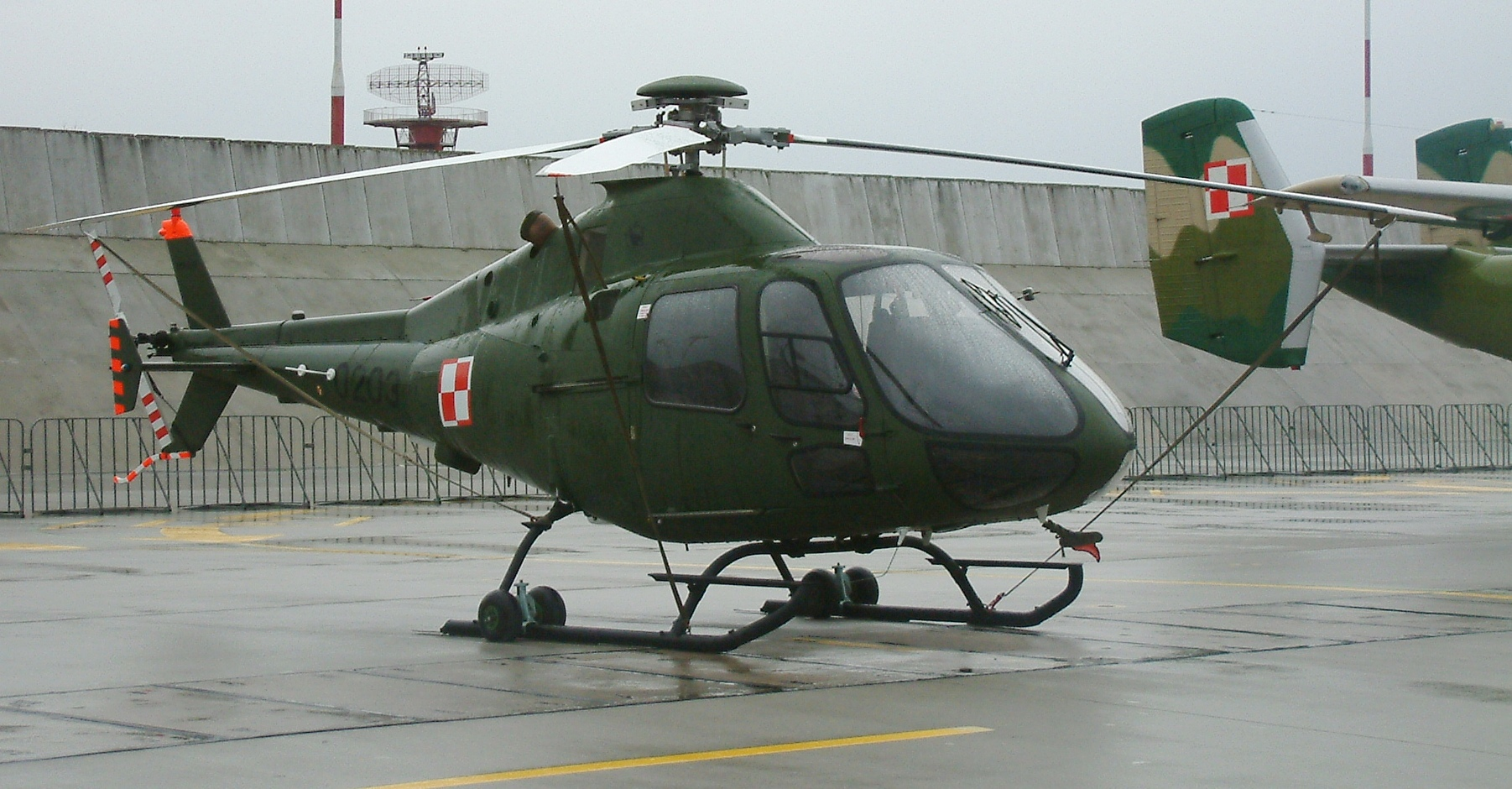
PZL SW-4 de la Fuerza Aérea Polaca.

- Mil Mi-1
- Mil Mi-2
- PZL Kania
- PZL W-3 Sokol
- PZL SW-4
- PZL SM-2
- PZL SM-4 Łątka